# Дивис, Райнхард
Ра́йнхард Ди́вис (нем. Reinhard Divis, родился 4 июля 1975 Вена, Австрия) — австрийский профессиональный хоккеист и тренер, вратарь. Ныне тренер вратарей клуба «Фельдкирх» и сборной Австрии. Первый австрийский игрок в НХЛ.

## Карьера

### Клубная
Воспитанник хоккейной школы команды «Штадлау». Выступал за австрийские клубы «Фельдкирх», «Филлахер», «Ред Булл», «Клагенфурт», шведские команды «Ферьестад» и «Лександс», а также за команду НХЛ «Сент-Луис Блюз» и клубы АХЛ «Вустер АйсКэтс» и «Пеория Ривермен».
В НХЛ за карьеру сыграл 28 матчей.

### В сборной
В составе сборной Австрии играл на Олимпийских играх 1998 и 2002. Выступал на чемпионатах мира 1996, 1998, 1999, 2000, 2001, 2004 и 2007. В 2006 и 2010 годах его сборная выступала в Первом дивизионе.

## Титулы
- 8-кратный чемпион Австрии (1994, 1995, 1996, 1997, 1998, 2007, 2008, 2010)
- Чемпион Швеции (2009)
- Чемпион Евролиги (1998).
- Обладатель Континентального кубка (2010).
- Серебряный призёр Континентального кубка (2011).

## Семья
Сын Доминик тоже вратарь. Старший брат Роланд (род. 20 февраля 1974) и младший брат Раймунд (род. 5 января 1978) также являются профессиональными хоккеистами.